# GEDCOM
GEDCOM (ang. Genealogical Data Communication) – format, de facto standard, wymiany danych pomiędzy programami genealogicznymi, w niektórych programach używany także jako format wewnętrzny.
Format GEDCOM został opracowany przez Towarzystwo Genealogiczne Utah (Genealogical Society of Utah, obecnie Wydział Historii Rodzinnej, Family History Department), genealogiczą agendę Kościoła Jezusa Chrystusa Świętych w Dniach Ostatnich (czyli mormonów). Dziś jest standardem, który każdy program genealogiczny powinien obsługiwać. Pola są ściśle ustalone i nie ma możliwości ich rozszerzania. Dlatego można go nazwać „najmniejszym wspólnym mianownikiem” programów genealogicznych. Podstawowe dane (fakty i relacje genealogiczne) zapisane w jednym programie, można odczytać w drugim. Możliwe jest także dołączanie plików multimedialnych. 
Plik zapisany w formacie GEDCOM ma postać tekstową. Według standardu (wersja 5.5.1) możliwe jest kodowanie w 4 różnych standardach ANSEL, ASCII, Unicode (rozumiany jako UTF-16), UTF-8.

## Wersje
Obecną wersją standardu jest GEDCOM 5.5, opublikowana 12 stycznia 1996. Projekt (draft) kolejnej wersji, GEDCOM 5.5.1, opublikowany w 1999, wprowadza dziewięć nowych typów (tag) rekordów, m.in. WWW, EMAIL i FACT, oraz dodaje UTF-8 jako zatwierdzony sposób kodowania znaków. Projekt ten nie został formalnie zatwierdzony, ale jego ustalenia zostały przyjęte w licznych programach genealogicznych, są również wykorzystane w witrynie FamilySearch.
23 stycznia 2002 opublikowano draft wersji GEDCOM 6.0. Jest to wersja beta, przeznaczona wyłącznie  do celów badawczo-wdrożeniowych – jest niekompletna (m.in. brak definicji znaczenia tagów i przypisanych wartości) i programistom zaleca się by nie rozpoczynali jej wdrażania. GEDCOM 6.0 jest pierwszą wersją formatu przewidującą użycie formatu XML, ma też zmienić domyślny dotychczas sposób kodowania znaków ANSEL na Unicode.